# Cirrina
Los cirrinos (Cirrina) son un suborden de moluscos cefalópodos del orden Octopoda.
El suborden es llamado así porque cada ventosa presenta un par de filamentos diminutos en forma de cilios (cirrios). Se piensa que cumplen algún rol alimenticio, quizás creando corrientes de agua que permitan atraer la comida al pico. Los pulpos cirrinos son notables por no poseer saco de tinta.

## Clasificación
- Clase Cephalopoda
  - Subclase Nautiloidea: nautilus
  - Subclase †Ammonoidea: ammonites
  - Subclase Coleoidea
    - Superorden Decapodiformes: [calamar
    - Superorden Octopodiformes
      - Familia †Trachyteuthididae (incertae sedis)
      - Orden Vampyromorphida:
      - Orden Octopoda
        - Género †Keuppia (incertae sedis)
        - Género †Palaeoctopus (incertae sedis)
        - Género †Paleocirroteuthis (incertae sedis)
        - Género †Proteroctopus (incertae sedis)
        - Género †Styletoctopus (incertae sedis)
        - Suborden Cirrina
          - Familia Opisthoteuthidae
          - Familia Cirroteuthidae
          - Familia Stauroteuthidae
          - Familia Cirroctopodidae

        - Suborden Incirrina